# Tlaquepaque
San Pedro Tlaquepaque, kurz Tlaquepaque, ist eine Stadt mit ca. 600.000 und eine Gemeinde (municipio) mit insgesamt ca. 650.000 Einwohnern im mexikanischen Bundesstaat Jalisco. Das historische Zentrum gehört seit dem Jahr 2018 zu den Pueblos Mágicos.

## Lage und Klima
Im Laufe des 20. Jahrhunderts wurde der nur ca. 6 km (Fahrtstrecke) südöstlich des Zentrums von Guadalajara gelegene Vorort von der sich immer weiter ausdehnenden Großstadt umkreist und ist heute vollständig von ihr eingeschlossen. Dennoch hat Tlaquepaque sich seinen dörflichen Charakter bis heute bewahren können. Das Klima ist gemäßigt bis warm; Regen (ca. 915 mm/Jahr) fällt ganz überwiegend im Sommerhalbjahr.

## Bevölkerungsentwicklung
| Jahr      | 2000    | 2020    |
| Einwohner | 459.070 | 650.123 |

Der stetige Bevölkerungszuwachs beruht im Wesentlichen auf der immer noch anhaltenden Zuwanderung von Familien aus der benachbarten Millionenstadt Guadalajara sowie aus den Dörfern der Umgebung.

## Wirtschaft
Tlaquepaque ist bekannt für sein Kunsthandwerk verschiedener Art (unter anderem Glas, Keramik und Leder), das hier hergestellt und in den zahlreichen Läden im Stadtzentrum zum Verkauf angeboten wird. Die Haupteinkaufsstraßen sind der als Fußgängerzone angelegte Abschnitt der Avenida Independencia sowie die parallel zu ihr verlaufenden Straßen Morelos im Norden und Juárez im Süden.

## Geschichte
Der Name Tlaquepaque stammt aus dem Nahuatl und bedeutet in etwa „Ort auf lehmigen Boden“ – der Ort war also nicht von ungefähr einstmals ein bedeutendes Töpferdorf. Noch lange blieb Tlaquepaque ein kleines verschlafenes Dorf in unmittelbarer Nähe der Stadt Guadalajara. Seine ruhige Lage lockte während des 19. Jahrhunderts reiche Familien an, die sich hier stattliche Häuser errichten ließen. Aus diesen aristokratischen Kreisen heraus entstand 1916 der Fußballverein CF Atlas, der über Jahrzehnte hinweg das soziale Pendant zum Volksverein CD Guadalajara bildete, der bereits 1906 in einem Arbeiterviertel der benachbarten Großstadt ins Leben gerufen worden war. Viele der einstigen Herrschaftshäuser beherbergen heute Restaurants, Kunstgalerien und andere öffentlich zugängliche Räumlichkeiten.

## Stadtzentrum
- In der Calle Morelos befindet sich unter Nummer 288 das Casa de los Artesanas, das Haus des Kunsthandwerks, dem mehr als einhundert Kunsthandwerker angeschlossen sind und die in den zahlreichen Verkaufsräumen ihre Produkte anbieten.
- Die herausragende Straße von Tlaquepaque ist die von Osten nach Westen verlaufende Avenida Independencia. Nahe ihrer Kreuzung mit der von Norden nach Süden verlaufenden Avenida Niños Héroes befindet sich die doppelbogige historische Eingangspforte (El Arco) von Tlaquepaque.
- Östlich hiervon liegen das Stadtzentrum von Tlaquepaque und der Bereich, in dem die Avenida Independencia Fußgängerzone ist. Im von hier aus gesehen zweiten Block der Independencia liegen (zwischen den Straßen Alfareros und Francisco de Miranda) das Museo Regional de la Cerámica (Keramikmuseum) und die Casa Histórica. In diesem unter der Nummer 208 gelegenen kolonialen Haus wurde am 13. Juni 1821 zwischen der Stadtverwaltung von Guadalajara und Gesandten des spanischen Königshauses ein Vertrag unterzeichnet, der Guadalajara die Unabhängigkeit von Spanien bescherte – einige Monate, bevor der Rest des Landes unabhängig wurde.
- Die ehemalige Franziskanerkirche San Pedro entstand in den Jahren von 1670 bis 1813. Besonders beachtenswert ist die – im Gegensatz zum eigentlichen Kirchengebäude – aus Hausteinen bestehende und von einheimischen Steinmetzen mitgestaltete Portalfassade. Das erneuerte Kachelmosaik über dem Portal zeigt den Apostel Petrus wie er sein Netz auswirft.[4]
- Zwei Straßenzüge weiter östlich verläuft die Independencia südlich des Jardín Hidalgo und trifft auf die in Nord-Südlicher Richtung verlaufende Francisco I. Madero, eine andere exponierte Einkaufsstraße.
- Direkt hinter der Kreuzung befindet sich auf der Südseite der Independencia die ehemalige Markthalle El Parián, ein sich über einen vollen Straßenblock erstreckendes Gebäude, das um 1880 errichtet wurde. In seiner Mitte beherbergt es einen idyllischen Innenhof, in dessen Musikpavillon häufig Mariachis auftreten. Der Hof ist umgeben von zahlreichen – und voneinander unabhängigen – Restaurants und Bars. In einem Reiseführer wird El Parián als weltweit größter Restaurantkomplex beschrieben.[5]
- Der auf einer Grundfläche von weit über 1000 m² errichtete Gebäudekomplex El Refugio diente nach seiner Fertigstellung im Jahr 1885 als Konvent und Altersheim; seit dem Jahr 1985 wird es als Kulturzentrum (Casa de Cultura) genutzt.

## Persönlichkeiten
- Priscila Padilla (* 1999), Fußballspielerin
- Gilberto García Roa (* 2000), Fußballspieler